# Bétheny
Bétheny è un comune francese di 6 530 abitanti situato nel dipartimento della Marna nella regione del Grand Est.

## Società

### Evoluzione demografica
Abitanti censiti